# Friedrich Gauermann

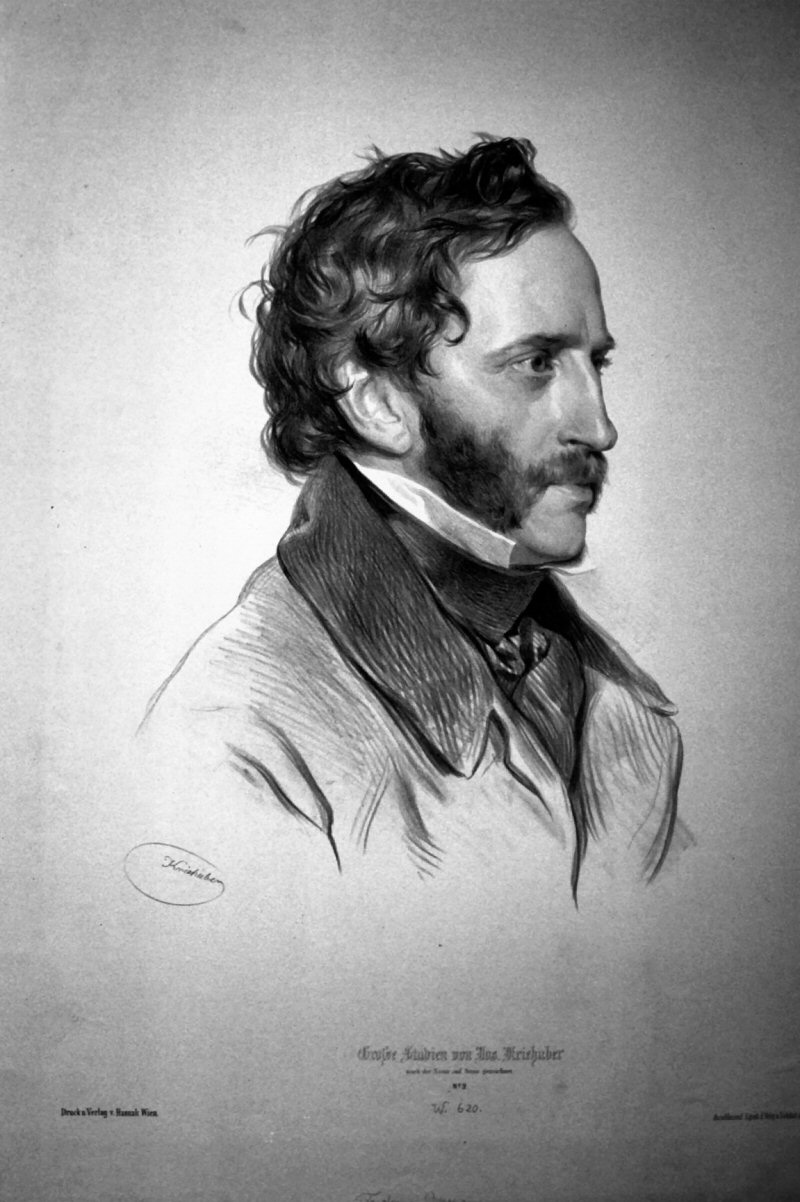
Friedrich Gauermann

Friedrich Gauermann (Miesenbach próximo de Gutenstein, 20 de setembro de 1807 --- Viena, 7 de julho de 1862) foi um conceituado pintor e gravador austríaco. 

Há controvérsia acerca de determinado período de sua vida. No ano de 1842 há registros de que ele teria passado pelo Brasil, mais precisamente pelo Rio de Janeiro e, nesse período em que esteve por aqui, teria pintado diversas aquarelas e alguns óleos. A controvérsia sob a presença do pintor em terras brasileiras decorre de informações recebidas de instituições da Áustria negando o fato.  Há, entretanto, trabalhos inegavelmente feitos e assinados pelo artista (óleos e aquarelas) retratando a nossa paisagem, principalmente marinhas, tais como a enseada de Botafogo, Vista do Rio a partir de Niterói e a (pedra de Itapuca).